# Pappogeomys
Pappogeomys é um gênero de roedores da família Geomyidae.

## Espécies
- Pappogeomys alcorni Russell, 1957
- Pappogeomys bulleri (Thomas, 1892)